# Карреньо, Даниэль
Хосе Даниэль Карреньо Искьердо (исп. José Daniel Carreño Izquierdo; род. 1 мая 1963, Монтевидео) — уругвайский футболист, нападающий; тренер.

## Биография

### Клубная карьера
Футболом начал заниматься в родном Монтевидео, в клубе «Монтевидео Уондерерс», и уже в 1977 году стал привлекаться к игре за первую команду. Всего пробыл в клубе восемь лет, а затем отправился во французский «Ланс», где играл на протяжении трёх лет. В 1988 году вернулся на родину, но уже в «Насьональ», и стал победителем Кубка Либертадорес. Однако в том же году покидает команду и возвращается в «Монтевидео», где и завершает карьеру в 1990 году. Через десять лет начинает тренерскую деятельность и возглавляет главный клуб своей жизни.